# Ninfidio Sabino
Gaio Ninfidio Sabino (in lingua latina: Gaius Nymphidius Sabinus; Roma, 35 – Roma, 68) è stato un militare romano, prefetto del pretorio durante il regno di Nerone e Galba (62-68) e capo della Guardia pretoriana sotto Nerone (65 - 68).

## Biografia
Nato da una liberta della casa imperiale di nome Nymphidia e probabilmente da un gladiatore chiamato Marziano, ascese alle alte più alte cariche dello stato nel periodo successivo al fallimento della congiura guidata dal senatore Gaio Calpurnio Pisone, che aveva come obiettivo la caduta di Nerone: le esecuzioni di uomini di rango importante nell'amministrazione offrirono infatti a molti romani l'opportunità di raggiungere posizioni di potere. Ninfidio, un liberto di umili origini, fu nominato prefetto del pretorio accanto a Gaio Ofonio Tigellino, e insignito degli ornamenta consularia da Nerone.
Quando, attorno alla seconda metà degli anni 60, la popolarità Nerone presso il popolo e l'esercito cominciò a decrescere, mentre diventavano sempre più numerose quelle ribellioni dei governatori provinciali che finirono per causare la caduta e il suicidio dell'imperatore (68), Ninfidio si pronunciò a favore di Galba e, dopo aver costretto Tigellino a dimettersi, si proclamò unico comandante delle guardie pretoriane. Tuttavia Galba, che aveva iniziato una serie di mosse per eliminare i suoi possibili rivali, nominò Cornelio Lacone sostituto di Tigellino, deludendo così la speranza di Ninfidio di essere nominato prefetto a vita senza collega. Ninfidio decise allora di dichiarare se stesso successore legittimo di Nerone, appoggiando la candidatura sulla dubbia rivendicazione di essere figlio illegittimo di Caligola. Tuttavia i pretoriani, impauriti dalla possibile reazione di Galba, il nuovo imperatore che stava giungendo a Roma, si dissociarono dal loro comandante e lo assassinarono.